# Wereldbeker schaatsen 2013/2014 - Wereldbeker 2
De Wereldbeker schaatsen 2013/2014 Wereldbeker 2 is de tweede wedstrijd van het Wereldbekerseizoen die van 15 tot en met 17 november 2013 plaatsvindt op de Utah Olympic Oval in Salt Lake City, Verenigde Staten.
Deze wedstrijd is een van de vier waarop het gros van de startplaatsen voor het schaatsen op de Olympische Winterspelen 2014 wordt verdeeld.

## Tijdschema
| Datum                | Tijd  | Onderdeel                                                                 |
| -------------------- | ----- | ------------------------------------------------------------------------- |
| Vrijdag 15 november  | 22:00 | 1e 500 m vrouwen 1e 500 m mannen 3000 m vrouwen 1500 m mannen             |
| Zaterdag 16 november | 21:30 | 2e 500 m vrouwen 1000 m mannen 1500 m vrouwen ploegenachtervolging mannen |
| Zondag 17 november   | 21:30 | 2e 500 m mannen 1000 m vrouwen 5000m mannen ploegenachtervolging vrouwen  |

## Belgische deelnemers
| Afstand              | Geslacht | Deelnemers, A- of B-groep                   | Deelnemers, A- of B-groep                   | Deelnemers, A- of B-groep                   | Deelnemers, A- of B-groep                   | Deelnemers, A- of B-groep                   | Deelnemers, A- of B-groep                   |
| -------------------- | -------- | ------------------------------------------- | ------------------------------------------- | ------------------------------------------- | ------------------------------------------- | ------------------------------------------- | ------------------------------------------- |
| 1000m                | Mannen   | Bart Swings                                 | B                                           |                                             |                                             |                                             |                                             |
|                      |          |                                             |                                             |                                             |                                             |                                             |                                             |
| 1500m                | Mannen   | Bart Swings                                 | B                                           |                                             |                                             |                                             |                                             |
| 1500m                | Vrouwen  | Jelena Peeters                              | B                                           |                                             |                                             |                                             |                                             |
|                      |          |                                             |                                             |                                             |                                             |                                             |                                             |
| 5000m                | Mannen   | Bart Swings                                 | A                                           | Ferre Spruyt                                | B                                           | Maarten Swings                              | B                                           |
| 3000m                | Vrouwen  | Jelena Peeters                              | B                                           |                                             |                                             |                                             |                                             |
|                      |          |                                             |                                             |                                             |                                             |                                             |                                             |
| Ploegenachtervolging | Mannen   | Ferre Spruyt, Bart Swings en Maarten Swings | Ferre Spruyt, Bart Swings en Maarten Swings | Ferre Spruyt, Bart Swings en Maarten Swings | Ferre Spruyt, Bart Swings en Maarten Swings | Ferre Spruyt, Bart Swings en Maarten Swings | Ferre Spruyt, Bart Swings en Maarten Swings |

De beste Belg per afstand wordt vet gezet

## Nederlandse deelnemers
| Afstand              | Geslacht | Deelnemers, A- of B-groep                      | Deelnemers, A- of B-groep                      | Deelnemers, A- of B-groep                      | Deelnemers, A- of B-groep                      | Deelnemers, A- of B-groep                      | Deelnemers, A- of B-groep                      | Deelnemers, A- of B-groep                      | Deelnemers, A- of B-groep                      | Deelnemers, A- of B-groep                      | Deelnemers, A- of B-groep                      |
| -------------------- | -------- | ---------------------------------------------- | ---------------------------------------------- | ---------------------------------------------- | ---------------------------------------------- | ---------------------------------------------- | ---------------------------------------------- | ---------------------------------------------- | ---------------------------------------------- | ---------------------------------------------- | ---------------------------------------------- |
| 1e 500m              | Mannen   | Jesper Hospes                                  | A                                              | Michel Mulder                                  | A                                              | Ronald Mulder                                  | A                                              | Stefan Groothuis                               | B                                              | Jan Smeekens                                   | A                                              |
| 1e 500m              | Vrouwen  | Margot Boer                                    | A                                              | Anice Das                                      | A                                              | Mayon Kuipers                                  | B                                              | Thijsje Oenema                                 | A                                              | Laurine van Riessen                            | B                                              |
|                      |          |                                                |                                                |                                                |                                                |                                                |                                                |                                                |                                                |                                                |                                                |
| 2e 500m              | Mannen   | Jesper Hospes                                  | A                                              | Michel Mulder                                  | A                                              | Ronald Mulder                                  | A                                              | Kjeld Nuis                                     | B                                              | Jan Smeekens                                   | A                                              |
| 2e 500m              | Vrouwen  | Margot Boer                                    | A                                              | Anice Das                                      | A                                              | Mayon Kuipers                                  | B                                              | Thijsje Oenema                                 | A                                              | Laurine van Riessen                            | B                                              |
|                      |          |                                                |                                                |                                                |                                                |                                                |                                                |                                                |                                                |                                                |                                                |
| 1000m                | Mannen   | Stefan Groothuis                               | A                                              | Michel Mulder                                  | A                                              | Kjeld Nuis                                     | A                                              | Sjoerd de Vries                                | A                                              | Koen Verweij                                   | A                                              |
| 1000m                | Vrouwen  | Lotte van Beek                                 | A                                              | Margot Boer                                    | A                                              | Manon Kamminga                                 | B                                              | Laurine van Riessen                            | B                                              | Ireen Wüst                                     | A                                              |
|                      |          |                                                |                                                |                                                |                                                |                                                |                                                |                                                |                                                |                                                |                                                |
| 1500m                | Mannen   | Rhian Ket                                      | A                                              | Kjeld Nuis                                     | A                                              | Mark Tuitert                                   | A                                              | Koen Verweij                                   | A                                              | Wouter Olde Heuvel                             | B                                              |
| 1500m                | Vrouwen  | Lotte van Beek                                 | A                                              | Jorien Voorhuis                                | A                                              | Annouk van der Weijden                         | B                                              | Ireen Wüst                                     | A                                              |                                                |                                                |
|                      |          |                                                |                                                |                                                |                                                |                                                |                                                |                                                |                                                |                                                |                                                |
| 5000m                | Mannen   | Jorrit Bergsma                                 | A                                              | Jan Blokhuijsen                                | A                                              | Bob de Jong                                    | A                                              | Sven Kramer                                    | A                                              | Douwe de Vries                                 | B                                              |
| 3000m                | Vrouwen  | Antoinette de Jong                             | A                                              | Yvonne Nauta                                   | A                                              | Jorien Voorhuis                                | A                                              | Linda de Vries                                 | A                                              | Annouk van der Weijden                         | B                                              |
|                      |          |                                                |                                                |                                                |                                                |                                                |                                                |                                                |                                                |                                                |                                                |
| Ploegenachtervolging | Mannen   | Jan Blokhuijsen, Sven Kramer, Koen Verweij     | Jan Blokhuijsen, Sven Kramer, Koen Verweij     | Jan Blokhuijsen, Sven Kramer, Koen Verweij     | Jan Blokhuijsen, Sven Kramer, Koen Verweij     | Jan Blokhuijsen, Sven Kramer, Koen Verweij     | Jan Blokhuijsen, Sven Kramer, Koen Verweij     | Jan Blokhuijsen, Sven Kramer, Koen Verweij     | Jan Blokhuijsen, Sven Kramer, Koen Verweij     | Jan Blokhuijsen, Sven Kramer, Koen Verweij     | Jan Blokhuijsen, Sven Kramer, Koen Verweij     |
| Ploegenachtervolging | Vrouwen  | Antoinette de Jong, Linda de Vries, Ireen Wüst | Antoinette de Jong, Linda de Vries, Ireen Wüst | Antoinette de Jong, Linda de Vries, Ireen Wüst | Antoinette de Jong, Linda de Vries, Ireen Wüst | Antoinette de Jong, Linda de Vries, Ireen Wüst | Antoinette de Jong, Linda de Vries, Ireen Wüst | Antoinette de Jong, Linda de Vries, Ireen Wüst | Antoinette de Jong, Linda de Vries, Ireen Wüst | Antoinette de Jong, Linda de Vries, Ireen Wüst | Antoinette de Jong, Linda de Vries, Ireen Wüst |

De beste Nederlander per afstand wordt vet gezet

## Podia

### Mannen
| Wedstrijd            | Goud                                               | Tijd       | Zilver                                                  | Tijd    | Brons                                                  | Tijd    |
| 1e 500 m             | Gilmore Junio Canada Joji Kato Japan               | 34,25      |                                                         |         | Michel Mulder Nederland                                | 34,26   |
| 2e 500 m             | Keiichiro Nagashima Japan                          | 34,24      | Ronald Mulder Nederland                                 | 34,25   | Mo Tae-bum Zuid-Korea                                  | 34,28   |
| 1000 m               | Shani Davis Verenigde Staten                       | 1.06,88    | Kjeld Nuis Nederland                                    | 1.07,02 | Brian Hansen Verenigde Staten                          | 1.07,03 |
| 1500 m               | Shani Davis Verenigde Staten                       | 1.41,98    | Brian Hansen Verenigde Staten                           | 1.42,16 | Koen Verweij Nederland                                 | 1.42,28 |
| 5000 m               | Sven Kramer Nederland                              | 6.04,59 BR | Jorrit Bergsma Nederland                                | 6.07,43 | Bob de Jong Nederland                                  | 6.08,13 |
| Ploegenachtervolging | Nederland Jan Blokhuijsen Sven Kramer Koen Verweij | 3.35,60 WR | Verenigde Staten Shani Davis Brian Hansen Jonathan Kuck | 3.37,20 | Zuid-Korea Joo Hyung-joon Kim Cheol-min Lee Seung-hoon | 3.37,51 |

### Vrouwen
| Wedstrijd            | Goud                                                   | Tijd       | Zilver                                                  | Tijd    | Brons                                                               | Tijd        |
| 1e 500 m             | Lee Sang-hwa Zuid-Korea                                | 36,57 WR   | Wang Beixing China                                      | 36,85   | Heather Richardson Verenigde Staten                                 | 36,97       |
| 2e 500 m             | Lee Sang-hwa Zuid-Korea                                | 36,36 WR   | Heather Richardson Verenigde Staten                     | 36,90   | Olga Fatkoelina Rusland                                             | 37,13       |
| 1000 m               | Brittany Bowe Verenigde Staten                         | 1.12,58 WR | Heather Richardson Verenigde Staten                     | 1.12,61 | Ireen Wüst Nederland                                                | 1.13,33     |
| 1500 m               | Ireen Wüst Nederland                                   | 1.52,08    | Brittany Bowe Verenigde Staten                          | 1.52,45 | Heather Richardson Verenigde Staten                                 | 1.52,55     |
| 3000 m               | Martina Sáblíková Tsjechië                             | 3.57,79    | Claudia Pechstein Duitsland                             | 3.57,80 | Antoinette de Jong Nederland                                        | 3.59,49 WRJ |
| Ploegenachtervolging | Nederland Antoinette de Jong Linda de Vries Ireen Wüst | 2.56,02    | Canada Kali Christ Brittany Schussler Christine Nesbitt | 2.56,90 | Verenigde Staten Jilleanne Rookard Brittany Bowe Heather Richardson | 2.57,09     |